# Ziv (Vorname)
Ziv (hebräisch: זִיו) ist ein weiblicher und männlicher Vorname.

## Herkunft und Bedeutung
Der Name bedeutet hell/strahlend. Dies war der alte Name des zweiten Monats des jüdischen Kalenders.
Weibliche Varianten sind Ziva und Zivit.

## Namensträger
- Ziv Koren (* 1970), israelischer Fotojournalist
- Ziv Ravitz (* 1976), israelischer Schlagzeuger